# Ginestar
Ginestar ist eine Gemeinde im Süden Kataloniens mit 794 Einwohnern (Stand: 2024) und liegt in der Provinz Tarragona und der Comarca Ribera d’Ebre.

## Lage
Ginestar liegt etwa 58 Kilometer westsüdwestlich von Tarragona in einer Höhe von ca. 25 m am Ebro, der die Gemeinde im Norden begrenzt.

## Bevölkerungsentwicklung
| Jahr      | 1970 | 1981 | 1991 | 2001 | 2011 | 2021 |
| Einwohner | 1098 | 949  | 884  | 845  | 986  | 787  |

## Sehenswürdigkeiten

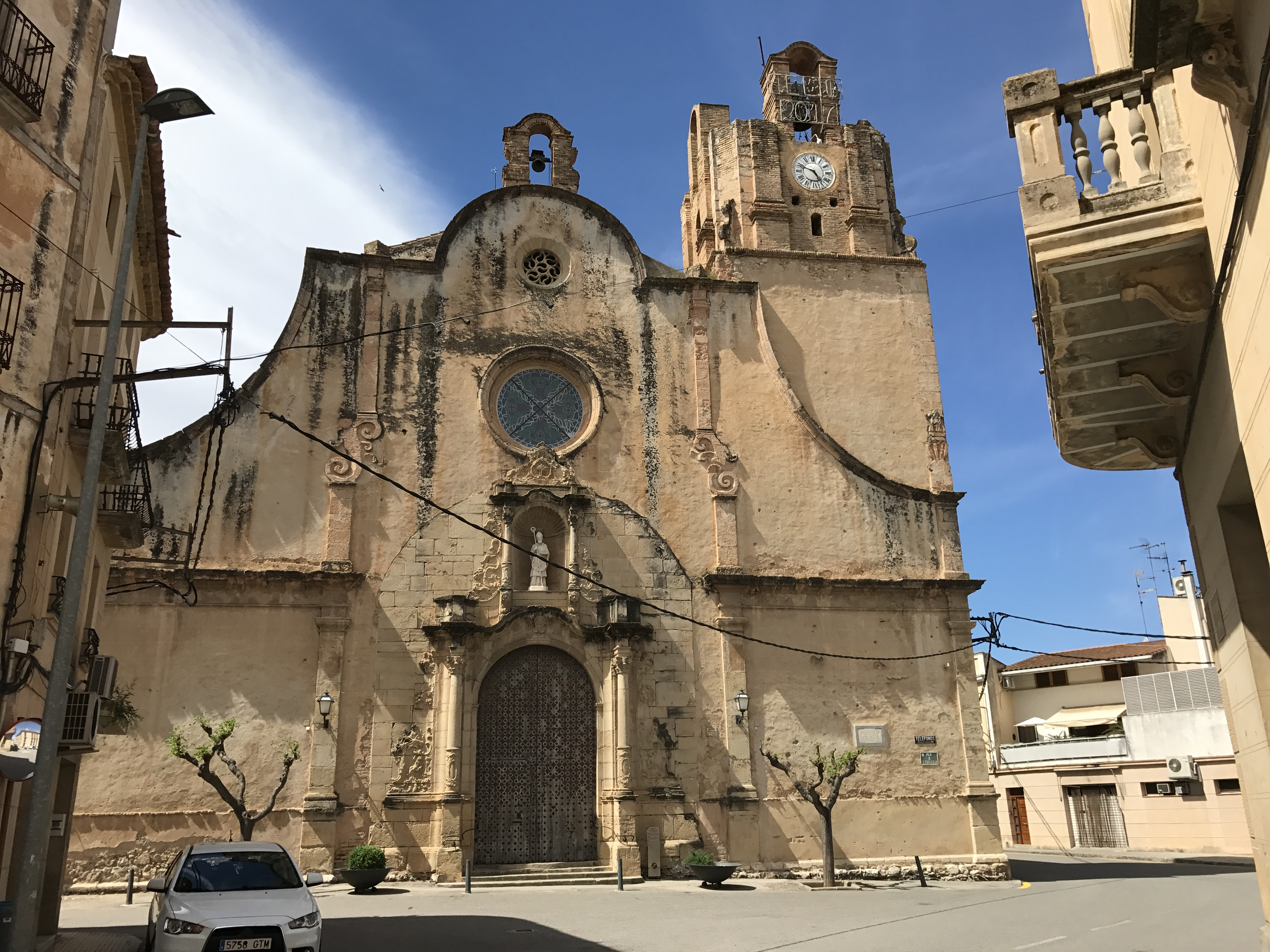
Martinskirche
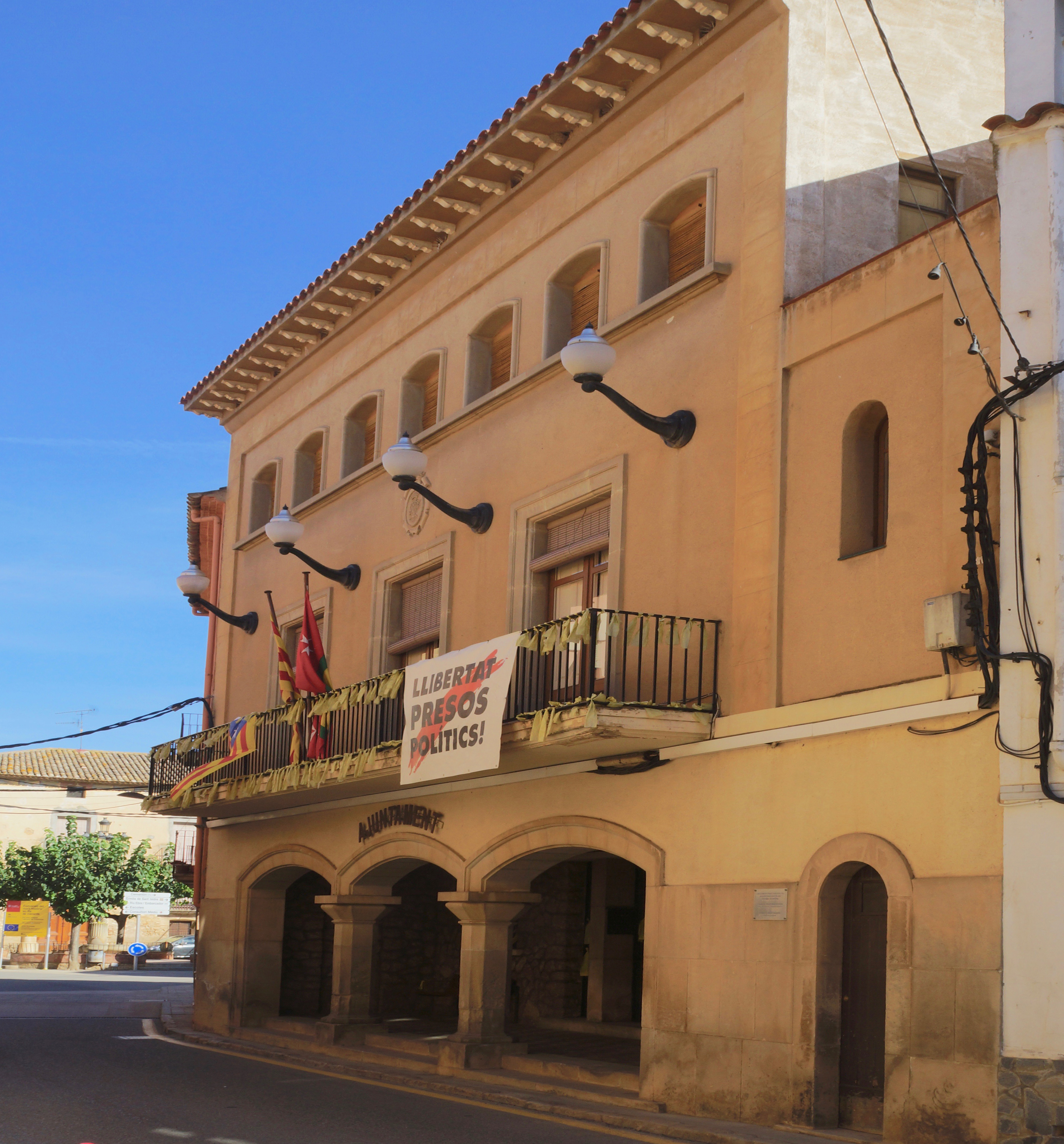
alte Kirche

- Martinskirche
- Rathaus

## Persönlichkeiten
- Manuel Rius i Ramos (1923–2004), Komponist